# Paragvajski građanski rat
Paragvajski građanski rat bio je rat u Paragvaju, koji je trajao od ožujka do kolovoza 1947.
Godine 1940., predsjednik Higinio Morínigo suspendirao je ustav i zabranio političke stranke. U znak otpora protiv njegove vladavine dogodili su se opći štrajkovi i studentske pobune. Godine 1946., Morínigo je legalizirao političke aktivnosti i formirao vladu s koalicijom Febrerista i stranke Colorado. Febreristi su dali ostavku iz koalicije 11. siječnja 1947., ljuti što je Morínigo više bio naklonjen Coloradu.
Febreristi su proglasili pobunu na čelu s Rafaelom Francom i planuo je građanski rat, jer je dio vojske otkazao poslušnost. 
Na strani pobunjenika bile su sve političke stranke osim Colorada, većina bankara i administrativnog osoblja i 80% časnika. Od jedanaest vojnih formacija, četiri su se pridružile pobunjenicima. Ključno je bilo, što je Vladi Paragvaja podršku dala Argentina na čelu s Juanom Peronom.
Dana 27. travnja, mornarica se pridružila pobunjenicima i granatirala glavni grad Asuncion. U toj bici vladinim snagama zapovijedao je Alfredo Stroessner, kasniji predsjednik Paragvaja od 1954.
Borbe su trajale do kolovoza 1947., kada je Vlada ponovno preuzela kontrolu nad Paragvajem. Trećina stanovništva je pobjegla iz države.